# Linscheiderschule
Linscheiderschule ist ein Wohnplatz in der Gemeinde Schalksmühle im Märkischen Kreis im Regierungsbezirk Arnsberg in Nordrhein-Westfalen (Deutschland). Der Wohnplatz bestand ursprünglich aus einem Schulgebäude.

## Lage und Beschreibung
Der bis Ende des 20. Jahrhunderts noch eigenständige Wohnplatz befindet sich am nordwestlichen Rand des Weilers Linscheid oberhalb des Volmetals und ist mittlerweile in dessen Wohnbebauung aufgegangen.
Weitere Nachbarorte auf dem Schalksmühler Gemeindegebiet sind der Kernort, Linscheiderbecke, Dahlhausen, Stallhaus, Kuhlenhagen Holthausen, Hellhof, Muhle, Muhlerhagen, Kämpershof, Flaßkamp, Ohlerberg, Im Dahl, Ölken, Twieströmen, Walze, Pulvermühle, Neuenbrücke, Hütte und Klagebach.

## Geschichte
Die Schule wurde im Jahr 1837 eröffnet und war zunächst Teil der Gemeinde Hülscheid im Amt Lüdenscheid im Kreis Altena. Ab der Preußischen Neuaufnahme von 1892 ist der Ort auf Messtischblättern der TK25 als Schule verzeichnet., ab der Ausgabe 1987 unbeschriftet. 1905 werden ein Wohnhaus und vier Einwohner angegeben.
1969 wurden die Gemeinden Hülscheid und Schalksmühle zur amtsfreien Großgemeinde (Einheitsgemeinde) Schalksmühle im Kreis Altena zusammengeschlossen und Hellhof gehört seitdem politisch zu Schalksmühle, das 1975 auf Grund des Sauerland/Paderborn-Gesetzes Teil des neu geschaffenen Märkischen Kreises wurde.